# Jason Dohring
Jason William „Jay” Dohring (ur. 30 marca 1982 w Toledo) – amerykański aktor telewizyjny, najlepiej znana jako Logan Echolls z serialu UPN Weronika Mars (2004–2007). Wystąpił też jako Josef Kostan w serialu CBS Pod osłoną nocy (2007–2008) oraz w serialach The CW: Ringer (2011) jako pan Adam Carpenter, The Originals (2013) jako detektyw Will Kinney i iZombie (2015) jako Chase Graves.

## Życiorys

### Wczesne lata
Urodził się w Toledo w stanie Ohio w rodzinie scjentologów jako najstarsze z pięciorga dzieci Laurie i Douga Dohringów. Jego rodzeństwo to dwaj bracia-bliźniacy – Jonathan i Robert - oraz dwie siostry-bliźniaczki - Kirsten i Kelsey (ur. 30 lipca 1987). Kiedy miał cztery lata, wraz z rodziną przeprowadził się do Los Angeles. Wychowywał się w Południowej Kalifornii. W wieku ośmiu lat występował w telewizji, a swoją karierę teatralną rozpoczął mając 11 lat. Uczęszczał do Young Actor's Space, gdzie uczyła się także Jessica Biel.

### Kariera
W 1994 zadebiutował przed kamerami w roli chuligana w przygodowej komedii familijnej fantasy Prehysteria 2: Czyli podróże Dinozaurów (Prehysteria! 2) i jako Billy w telewizyjnym dramacie kryminalnym NBC Kto zabił moją córkę? (Someone She Knows) z udziałem Markie Post, Geralda McRaneya i Jeffreya Nordlinga. Pojawił się gościnnie jako Isaac Klein w jednym z odcinków serialu Słoneczny patrol – pt.: „Face of Fear” (1995) oraz jako Cooper McDougall w dramacie telewizyjnym CBS Journey (1995) z Jasonem Robardsem, Maxem Pomeranc, Elizą Dushku, Meg Tilly i Brendą Fricker. Wystąpił w roli Jasona w dramacie katastroficznym Dzień zagłady (1998).
Zagrał też w serialach takich jak: Gdzie diabeł mówi dobranoc (1996), Pan Rhodes (1996), Roswell (2001), JAG (2002), Boston Public (2002–2003), Potyczki Amy (2004), Dowody zbrodni (2004) czy Babski oddział (2004) oraz w dreszczowcu Czarny cadillac (Black Cadillac, 2003) wg opowiadania Stephena Kinga u boku Josha Hammonda, Kiersten Warren i Randy’ego Quaida.
Przełomem w jego karierze stała się postać Logana Echollsa w serialu Weronika Mars (2004–2007) i komediodramacie Roba Thomasa Weronika Mars (2014), za którą w 2014 był nominowany do Teen Choice Awards w kategorii „Wybrany aktor filmowy: Dramat”.
W latach 2007–2008 grał postać Josefa Kostana w serialu CBS Pod osłoną nocy.

## Życie prywatne
7 lipca 2004 ożenił się z Lauren Kutner. Mają dwójkę dzieci: syna Owena Rileya (ur. 2010) i córkę Lilly Everly (ur. 2012).
Dohring jest scjentologiem i przyznał, że scjentologia uratowała jego karierę w przemyśle rozrywkowym.

## Filmografia

### Aktor
| rok       | tytuł                 | rola                  | uwagi                     |
| --------- | --------------------- | --------------------- | ------------------------- |
| 1994      | Kto zabił moją córkę? | Billy                 | film telewizyjny          |
| 1995      | Journey               | Cooper McDougall      | film telewizyjny          |
| 1998      | Dzień zagłady         | Jason                 | film                      |
| 2003      | Black Cadillac        | Robby                 | film                      |
| 2004–2007 | Weronika Mars         | Logan Echolls         | główna rola (64 odcinki)  |
| 2007–2008 | Pod osłoną nocy       | Josef Kostan          | główna rola (16 odcinków) |
| 2011      | Searching for Sonny   | Elliot Knight         | film                      |
| 2012      | Nie z tego świata     | Cronos / Ethan Snider | odcinek Time After Time   |
| 2013      | The Tomorrow People   | Killian McCrane       | odcinek Kill or Be Killed |
| 2014      | Weronika Mars         | Logan Echolls         | film                      |

### Głos
- 2010 – Kingdom Hearts: Birth by Sleep – Terra (wer. angielska)
- 2012 – Kingdom Hearts 3D: Dream Drop Distance – Terra (wer. angielska)